# Evert Verbist
Evert Verbist, né le 27 juin 1984 à Duffel, est un coureur cycliste belge. Il a notamment remporté la Beverbeek Classic et la Flèche flamande en 2006.

## Palmarès
- 2002
  - Circuit du Brabant wallon
- 2005
  - Vainqueur de la Topcompétition
  - Coupe Marcel Indekeu
  - Circuit des provinces flamandes
  - 4e étape du Tour du Brabant flamand
  - 3e du Grand Prix de la ville de Geel
- 2006
  - Beverbeek Classic
  - Flèche flamande
- 2009
  - 3e du Mémorial Philippe Van Coningsloo
- 2010
  - Challenge de Hesbaye
  - Grand Prix d'Affligem
- 2011
  - Beverbeek Classic
- 2013
  - Champion de la province d'Anvers sur route

## Classements mondiaux
| Année           | 2005  | 2006 | 2007 | 2008 | 2009 | 2010 | 2011 | 2012 |
| --------------- | ----- | ---- | ---- | ---- | ---- | ---- | ---- | ---- |
| UCI Europe Tour | 1059e | 191e | 585e |      | 688e |      | 280e | 927e |